# Charles Martin (Rennfahrer)

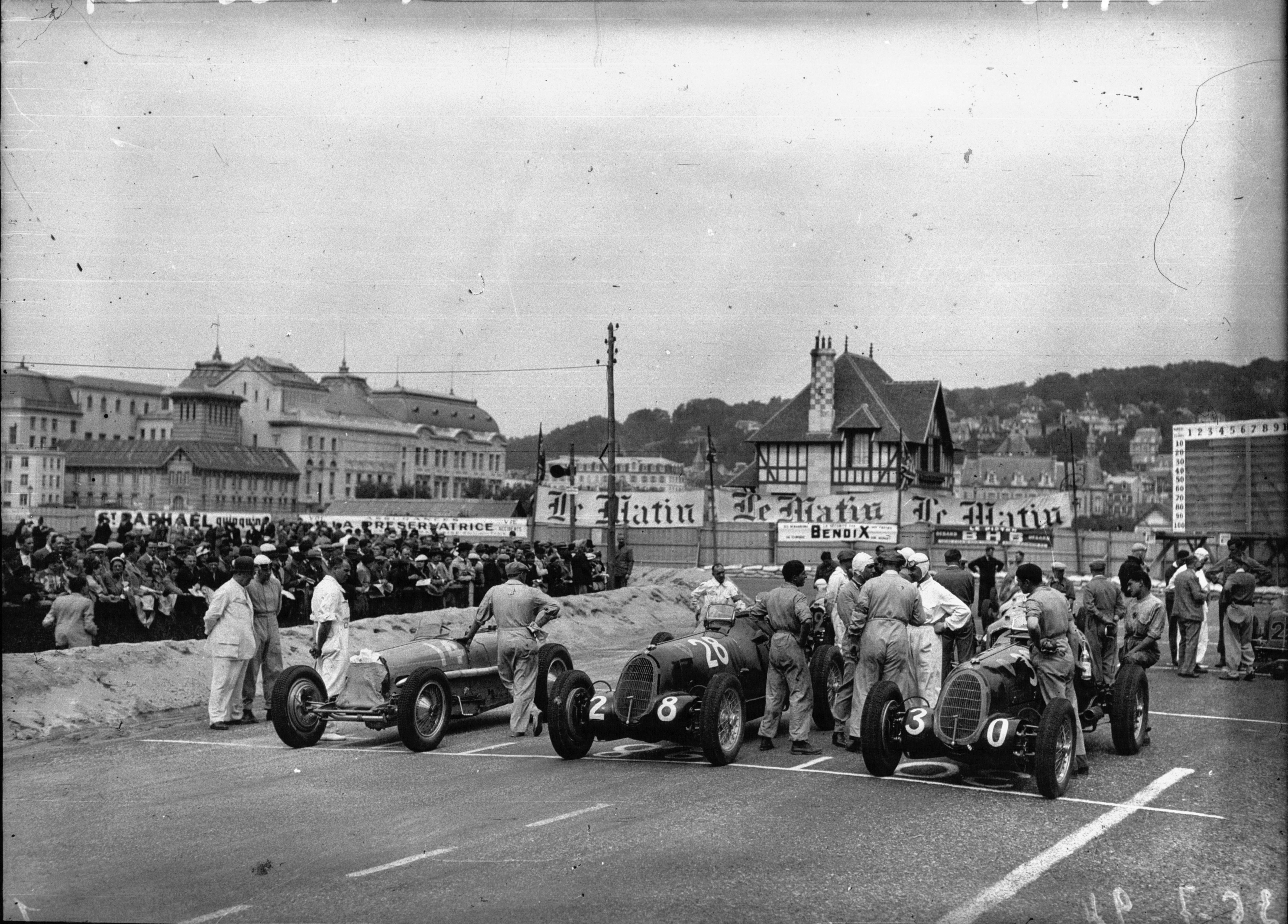
Startaufstellung zum Großen Preis von Deauville 1936, den Charles Martin hinter Jean-Pierre Wimille als Zweiter beendete

Charles Edward Capel Martin (* 21. April 1913 in Abergavenny; † 19. Februar 1998 in London) war ein britischer Autorennfahrer.

## Karriere als Rennfahrer
Charles Martin besuchte das Eton College und war in den 1930er-Jahren als Rennfahrer erfolgreich. 1936 fuhr er einen von der Scuderia Ferrari erworbenen Alfa Romeo Tipo B bei Grand-Prix-Rennen. Hinter dem Duo Hans Ruesch/Richard Seaman wurde er Zweiter beim Großen Preis von Donington. Ebenfalls Zweiter wurde er beim Großen Preis von Pau und dem Großen Preis von Deauville. 1937 gewann er auf einem ERA R3A ein Rennen auf der AVUS und wurde danach von den Verantwortlichen der Auto Union AG zu Testfahrten mit dem Auto-Union-Grand-Prix-Wagen eingeladen. Nachdem ein Werksvertrag nicht zustande gekommen war, beendete er Ende des Jahres seine Rennkarriere.
Zweimal war Martin beim 24-Stunden-Rennen von Le Mans am Start. Nach einem vierten Gesamtrang 1934 beendete er das Rennen 1935 mit Charles Brackenbury im Aston Martin 1 1/2 Ulster als Gesamtdritter.

## Statistik

### Le-Mans-Ergebnisse
| Jahr | Team       | Fahrzeug                  | Teamkollege         | Platzierung            | Ausfallgrund |
| ---- | ---------- | ------------------------- | ------------------- | ---------------------- | ------------ |
| 1934 | Roy Eccles | MG K3                     | Roy Eccles          | Rang 4 und Klassensieg |              |
| 1935 | Roy Eccles | Aston Martin 1 1/2 Ulster | Charles Brackenbury | Rang 3 und Klassensieg |              |